# Ворлавкі (Ольштинський повіт)
Ворлавкі (пол. Worławki, нім. Warlack) — село в Польщі, у гміні Свьонтки Ольштинського повіту Вармінсько-Мазурського воєводства.
Населення — 124 особи (2011).
У 1975-1998 роках село належало до Ольштинського воєводства.

## Демографія
Демографічна структура станом на 31 березня 2011 року:
|          | Загалом | Допрацездатний вік | Працездатний вік | Постпрацездатний вік |
| -------- | ------- | ------------------ | ---------------- | -------------------- |
| Чоловіки | 65      | 21                 | 37               | 7                    |
| Жінки    | 59      | 17                 | 30               | 12                   |
| Разом    | 124     | 38                 | 67               | 19                   |